# Митологија у царству Инка
Митологија Инка је скуп легенди и колективног сећања на цивилизацију Инка, која је постојало на простору данашњих држава Колумбија, Еквадор, Перу, Боливија, Чиле и Аргентина, обухватајући у првом реду, систематски, територије централних висоравни од Перуа на северу.
Митологија Инка је била успешна због политичког, трговачког и војног утицаја, пре освајања територија јужно и северно од Куска, што је касније довело до стварања царства. Идентитет народа Кечуа у Перуу и Боливији; и Кичуа у Еквадору; они деле ову просторну и религиозну перцепцију која их уједињује кроз њихово најзначајније божанство: бога Инти.
Митологију Инка чинио је низ легенди и митова, који су одржавали пантеистичку религију Царства Инка, централизовану у Куску. Народ Инка је обожавао своје богове, као и у другим многобожачким религијама. Нека имена богова налазимо само у појединим провинцијама народа Инка. Касније су сви ови богови уједињени и формирали оно што се назива прави пантеон Инка.
Оно што је космогонија Инка примењивала у области веровања треба сматрати једним од најважнијих инструмената коришћених у процесу формирања империје уз економске, друштвене и административне трансформације.
Уопштено говорећи, митологија или религија Инка укључује многе приче и легенде које покушавају да објасне или симболизују веровања Инка.

## Основна уверења
Научна истраживања показују да су системи веровања Руна (говорници кечуанског) били интегрисани са њиховим погледом на космос, посебно у погледу начина на који су Руне посматрале кретање Млечног пута и Сунчевог система гледано из Куска, главног града Тавантинсујуа чији је име значи "стена сове". Из ове перспективе, њихове легене осликавају кретање сазвежђа, планета и планетарних формација, које су све повезане са њиховим пољопривредним циклусима. Ово је било посебно важно за Руне, јер су се ослањале на цикличне пољопривредне сезоне, које нису биле везане само за годишње циклусе, већ и за много шири циклус времена (сваких 800 година). Овакав начин задржавања времена коришћен је да би се обезбедио културни пренос кључних информација, упркос промени режима или друштвеним катастрофама.
Након шпанског освајања Перуа од стране Франциска Пизара, колонијални званичници су спалили записе које су водили Руна. Тренутно постоји теорија коју је изнео Гери Уртон да је куипус могао бити бинарни систем способан да бележи фонолошке или логографске податке. . Ипак, до данас се све што се зна заснива на ономе што су забележили свештеници, из иконографије о грнчарији и архитектури Инка, и из митова и легенди који су преживели међу староседелачким народима Анда.

## Легенде о оснивању Инка
Манко Капак је био легендарни оснивач династије Инка у Перуу и династије Куско у Куску. Легенде и историја око њега су веома контрадикторне, посебно оне које се тичу његове владавине у Куску и његовог порекла. У једној легенди, он је био син Виракоча. У другом, из дубине језера Титикака га је подигао бог сунца Инти. Међутим, обичанима није било дозвољено да говоре име Виракоча, што је вероватно објашњење за потребу за три легенде о оснивању, а не само за једном.
Било је и много митова о Манку Капаку и његовом доласку на власт. У једном миту, Манко и његов брат Пача Камак били су синови бога сунца Инти. Манко Капак је био обожаван као бог ватре и сунца. У другом миту, Манко је послат са мамом Окло (други помињу бројну браћу и сестре) на језеро Титикака где су поново изронили и настанили се на Исла дел Сол. Према овој легенди, Манка Капака и његову браћу и сестре је бог сунца послао је на земљу и изашли су из пећине Пума Орко у Пакарику Тампу носећи златни штап звани "тапац-иаури". Добили су инструкције да направе Храм Сунца на месту где је штап потонуо у земљу у част бога сунца Интија, њиховог оца. Током путовања, један од Манкове браће (Аиар) је преварен да се врати у Пума Урку и затворен унутра или је претворен у лед, јер је његово непромишљено и окрутно понашање наљутило племена којима су покушавали да владају. 
Педро Сармиенто де Гамбоа је написао да је постојало брдо које се назива Тамботоко, око 33 километра од Куска, где се појавило осам мушкараца и жена као првобитни Инка. Мушкарци су били Манко Капак, Аиар Аука, Аиар Качи и Аиар Учу. Жене су биле Мама Окло, Мама Хуако, Мама Ипакура и Мама Рауа.
У другој верзији ове легенде, уместо да изађу из пећине у Куску, браћа и сестре су изашли из вода језера Титикака. Пошто је ово био каснији мит о пореклу од оног о Пакаритамбоу, можда је настао као трик да се моћна племена Ајмара доведу у окриље Тавантинсујоа.
Легенда Инка Вирачоче, Манко Капак је био син Инке Виракоче из Пакарика Тампуа који се налази 25 км  јужно од Куска. Он и његова браћа (Аиар Аука, Аиар Качи и Аиар Учу); и сестре (Мама Окло, Мама Хуако, Мама Рауа и Мама Кура) живеле су близу Куска у Пакарику Тампу и уједињавале су свој народ и десет аиллуа које су срели на својим путовањима да би освојили племена долине Куско. Ова легенда такође укључује златни штап, за који се верује да га је Манку Капаку дао његов отац. Према неким верзијама легенде, млади Манко је љубоморно издао своју старију браћу, убио их, а затим постао у Куско.

## Божанства
Попут Римљана, Инке су дозволиле културама које су интегрисале у своје царство да задрже своје индивидуалне религије. Испод су неки од разних богова које су обожавали народи царства Инка, од којих многи имају преклапајуће одговорности и домене. Осим ако није другачије назначено, може се са сигурношћу претпоставити да су их обожавали различити нарои у одређеним бившим државама.
Апу (Велики господар) је био бог или дух планина. Све важне планине имају своје Апу, а неке од њих примају жртве да би откриле одређене аспекте свог бића. За неке стене и пећине се такође приписује да имају сопствени Апу.
Амару (Света змија) је било божанство змије или змаја често представљано као џиновска крилата змија, најчешће приказана и описивана са кристалним очима, црвенкастом њушком, главом ламе, роговима таруке и рибљим репом. Његова симболика је веома широка: вода, олује, град, мудрост, дуга, Млечни пут, итд. У митологији Инка, био је симбол мудрости; његове слике су смештене у децу Куће знања „Јачај Васикуна“. Амару је био повезан са водама које наводњавају пољопривредна земљишта и које су омогућавале постојање народа Ајмара, а био је повезан и са подземним светом, земљом и земљотресима. Према миту, Амаруси имају и заштитно или деструктивно понашање. Један мит, "Амару Аранвеј", говори о два моћна Амаруа који се боре један против другог, узрокујући уништење и смрт. Као одговор, Виракоча је послао богове Иллапу (Муња) и Ваира (Ветар) да их поразе. Амаруси су покушали да се боре са боговима, а онда су побегли у небо. Вејра их је одвукао назад на земљу снагом ветра, а Илапа их је оборио. Када су два Амара умрла, претворили су се у ланац планина које се налазе у долини дел Мантаро у Перуу.
Атагучу (а.к.а. Атагујо, Атагују) је био бог који се појављује у миту о стварању. Уморан од самоће и самоће, створио је божанска бића да му буду слуге. Истовремено је створио Гуамансурије и послао га на земљу (тачније, провинцију Хуаманчуко). Покрајина је већ била насељена етничком групом званом Гуачеминес. Гуамансури је, као странац, био на услузи групи. Вође Гвашемина имале су сестру по имену Каутагуан; због своје лепоте била је затворена. Међутим, једног дана Гуамансури је завео и оплодио Каутагуану. Када су лидери схватили трудноћу своје сестре, одмах су схватили да је Гуамансури кривац. Ухватили су и спалили Гвамансурија, а затим разасули његов пепео. Гуамансуријев пепео се попео на небо и остао тамо са Атагучуом. Вође су ставили Каутагуан под строги надзор док није родила два јајета и умрла на порођају. Узели су јаја и ставили их у ђубриште где је из њих изашло двоје деце која су вриштала. Слуга се бринуо о деци, дали су им имена Катекуил и Пигуерао. У једној верзији се наводи да је Пигуерао рођен са слабим стањем и да се, стога, вратио свом деди Атагучуу када је умро убрзо након тога. У другој верзији, он подржава свог брата како би победио Гвашемине. Катекуил је отишао тамо где му је умрла мајка и вратио је у живот. Дала му је праћке које му је Гуамансури оставио како би могао да убије Гвашемине. Катекил је убио многе Гвашемине, а остале протерао из земље. Зато је отишао у рај и обавестио Атагучуа да је земља слободна од Гвачемина и замолио га да створи људе који ће је насељавати и обрађивати. Атагучу му је рекао да оде на брдо и на високе пашњаке зване Гуакат, узводно од будућег града Ла Парилла де Санта. Када су тамо, оба брата су извукла домородце из земље користећи златно и сребрно оруђе.
Аукуис су била божанства која су чувала сваки насељени регион.
Аксомама (Мајка кромпира) је била богиња кромпира.
Катекуил (А.к.а. Апоцатекуил, Апу Цатекуил) је био бог чувара дана и добра, као и грома и муња у северним перуанским висоравни. Катекуил и његов брат близанац Пигуерао рођени су из излежених јаја. Катекуил се сматрао регионалном варијантом бога Илапе.
Кавилас је била девичанска богиња која је јела воће, које је заправо била сперма Конираиа, бога Месеца и мајке Које, која је подигла царство. Када је родила сина, захтевала је да отац иступи. Пошто је одбио спустила је бебу на земљу и она је пузала према Конарији. Постидила се због Конирајиног ниског раста међу боговима, и отрчала је на обалу Перуа, где је себе и свог сина претворила у стене.
Часка (Јутарња звезда; а.к.а. Часка Куиллур) је била богиња зоре, сумрака и сумрака, као и богиња лепоте, невиних жена и цвећа. Сматрана је "Венерином звездом" због њених сличности са римском богињом Венером, као и због њеног сјаја изједначеног са хомологном планетом.
Чаупинамца је божанство које се сматра женским панданом бога Париакака. Као и ова последња, Чаупињамка је имала пет сестара, од којих је била најстарија. Она је представљена као крути камен са пет крила.
Чуичу (Дуга; а.к.а. К'уицхи) је прелепа дуга која је била испод оба велика бога (Пунчав и Часка) и која је касније уздигнута у бога племића јер је представљала лепоту која је била резервисана за племиће.
Конираиа је било божанство Месеца које је своју сперму претворило у воће, које је Кавиллака потом појео.
Конопа је мали објекат посебног облика који се обожава на домаћем нивоу у заједницама у Андима у Перуу.
Копакати је била богиња језера.
Екеко је био бог огњишта и богатства. Древни људи су правили лутке које су га представљале и стављале минијатурну верзију својих жеља на лутку; Веровало се да ово доводи до тога да корисник добије оно што жели.
Хуалало Каруинчо (жућкасти планински венац; звани Хуаллало Каруанчо, Валало Карвинчу, Калалу Карванчо) је био бог ватре и главни бог ванка, приказан као човек са псећим особинама, злог профила и прождирање деце. Прогнан у џунгле од Вирацоцха, он живи у самоћи једући животиње, иако се храни и људским месом. Једног дана упознаје дечака и планира да га поједе. Тада дечака који се открива као Инти, бог Сунца, Виракоча поново кажњава и шаље на острво, везаних руку и ногу, на милост и немилост птицама и другим животињама које ће га уједати заувек.
Хуаманцантац (А.к.а. Гуаманцантац) је био бог гвана. Због тога је познат и као "Господар гуана". Представљан је као идол и био је повезан са птицама гваном. Људи са обале су му давали много понуда у циљу вађења гвана за пољопривредна и рибарска питања.
Хуари (Див; звани Гуари) је био главни бог културе Чавина. За њих је Хуари био бог воде и такође је био повезан са кишом, муњама, пољопривредом и ратом. Хуари се може претворити у пуму или у праву муњу. Хуари је био заступљен у Ланзону, који се налази у оквиру Цхавин де Хуантар. Овај монолит би наставио да обожава етник Хуари (вероватно и култура Вари) под истим именом, али са својим карактеристикама. За њих је Хуари био џиновски бог рата и био је повезан са сунцем, водом и пољопривредом. Поред свог џиновског аспекта, Хуари се такође може претворити у човека, змију и ветар. Касније ће га Инке усвојити и у свој пантеон.
Хуаитапаллана (Место где се сакупља цвеће) је био бог који је имао важну улогу током сушних сезона. У другим легендама, Хуаитапаллана је била жена са задивљујућом лепотом. Била је ћерка бога Хуалала Каруинча. Хуаитапаллана се заљубио у Амаруа, сина Хуалалловог непријатеља Париакакае. Њихово непријатељство довело је до тога да је Хуаллало убио Амаруа. Париакака, тужан због губитка сина, послао је снажну поплаву која је потопила Хуаитапаллану. Након тога, оба бога су имала жестоку битку која је уништила све на свом путу. Након што је битка завршена, Париакака је однео победу, Хуалалло, љут, претворио се у прождирање људи, окривљујући их за своју срамоту. Вирацоцха је, посматрајући ове злочине, казнио и Париакаку и Хуаллала због њихове окрутности претварајући оба бога у снежне планине.
Хуркавеј је био хтонично божанство које је представљало све што је било под земљом. Била је представљена као змија чуварица која вреба около у Уку Пацха. Хуркавеј такође може бити приказана као жена са змијским цртама. Верује се да је ово створење заправо Уркагвар, Инка божанство метала и блага.
Илапа (Гром и муње; звани Апу Иллапа, Илиап'а, Цхукуиилла, Цатуилла, Интиллапа, Либиац) је био бог грома, муња, кише и рата, и господар времена уопште. Као такав био је веома поштован, посебно у временима ходочашћа и суше. Илапа, као бог рата, био је главни заштитни нумен војних кампања Инка. Ово је било прилично често током ширења Тахуантинсуио-а. Као резултат његових горе наведених моћи, Илапа је сматран трећим најважнијим богом унутар пантеона Инка. Надмашили су га само Вирацоцха и Инти. Приказан је као импозантан човек у бриљантној одећи од злата и драгог камења, и боравио је у горњем свету. Исто тако, Илапа је носио варак'у са в
чиме је произвео олује и златну макану, која симболизује његову моћ и тројство муње, грома и муње. Према хроничару Бернабеу Кобу, још један приказ који су Инке дали Илапи био је ратник формиран од звезда у небеском свету. Његови обреди су се одвијали на највишим планинама, јер су веровали да у њима живи Илапа. Његови обреди су се састојали од плесова, певања, фестивала и жртвовања животиња; у периодима велике потребе давали су се и људски приноси. Илапа се манифестовао у земаљском свету у облику пуме или јастреба. Према легенди, Илапа је држао воду коју је црпио из Млечног пута у урпу и дао је својој сестри, Мама Куилла, да се брине о њој. Када би се поменути урпу напунио, Илапа би бацио пројектил из своје хуараке у урпу стварајући урлик који би изазвао грмљавину. Муње су биле варнице настале ударом и на крају би вода изашла као киша. Кажу да су Инке, да би привукле пажњу бога како би он створио кишу, везивали црне псе и остављали их без хране и пића. На крају би животиње плакале од болова од глади и жеђи све док се Илапа није сажалио и послао кишу да их спасе. Међутим, ако би пси умрли, Илапа би у свом гневу послао моћну муњу, која би ударила не остављајући траг одговорних. Илапа се одиграо у Кориканчи, као и бог Инти и други додатни богови. Црква Сан Блас је подигнута на храму у коме се обожавао овај бог. Верује се да је Саксајуаман био коришћен и као војна тврђава и као церемонијални храм, посвећен разним божанствима, међу којима се Илапа истакао. Према хроничару Кристобалу де Молини, Илапа је имала свој храм, који је био познат као Пукамарка.
Инти (Сунце; а.к.а. Апу Инти, Апу Пунцхав, Пунцхав) је био бог сунца. Као извор топлоте и светлости, и заштитник народа, Инти се сматрао најважнијим богом; веровало се да су цареви Инка његови потомци.
Ка-ата-килла је била богиња месеца пре Инка која се обожавала у близини језера Титикака.
Колаш (Човек из гнезда) је био бог птица и њихових трила. Колаш је рођен као птица, а касније је постао човек, сличан богу Парјаки. Колаш изражава суштину свих ствари.
Кон (А.к.а. Вакон) је био бог кише и ветра који је долазио са југа. Био је син Интија и Маме Киле. Кон је био познат као "Бог без костију" јер је био лаган, пошто му је недостајало кости и меса, упркос томе, имао је људски облик. Кон је такође био представљен као биће са мачјим лицем, иако се верује да ово представља маску. Због ових карактеристика, овај бог је познат као "летећа мачка". Носио је трофејне главе и штап. У неким хуацосима он је такође приказан као човек са особинама птице или мачка са истакнутим очима; због својих истакнутих очију познат је и као "Оки бог". Кон се такође може претворити у пешчану олују да би се кретао преко огромних перуанских обалних пустиња. Кон је створио прву генерацију људи, све до свог пораза и изгнанства од Пацхакамака.
Малко је био познат као први син бога сунца (Вирацоцха или Инти) у Вицхамином миту. Тиме је Малко постао брат Вичаме и полубрат Пачакамака и Кона. Када Пацхацамац раскомада своје тело на комаде да би створио храну, бог сунца ствара још једно ново дете од остатака Малковог пупка и пупчане врпце. Ово ново дете би било познато као Вицхама. У другим приказима, Малко је био бог закона Инка.
Малку (Духови планина) је било божанство које представља дух и снагу планина. Има облик моћног Кондора.
Мама Алпа (Мајка Земља) била је богиња плодности приказана са више груди.
Мама Кока (Мајка листова коке) била је богиња здравља и среће у митологији Инка. Она је првобитно била промискуитетна жена коју је неколико љубоморних љубавника поцепало на пола. Након њене смрти, из једног од њених делова настала је биљка кока, коју су становници Анда навелико конзумирали да би пружили здравље и срећу.
Мама Нина (Мајка ватре) је била богиња светлости, ватре и вулкана.
Мама Киноа (Мајка зрна киное; ака Куиноа мама, Куинуа мама) је била богиња зрна киное. Инке су је жарко обожавале на почетку сваке сезоне садње. Зрно киное, или киноа, било је један од њихових главних усева, а већ 6.000 година је била основна храна становника Анда.
Мама Куча (Морска мајка; Мама Коча) је била богиња мора и риба, заштитница морнара и рибара. У једној легенди, мајка је Инти и Мама Килла са Виракуча. Мама Куча се сматра једном од четири елементарне мајке, укључујући Мама Нину (Мајка Ватре), Пачамаму (Мајка Земља) и Мама Ваиру (Мајка ветрова). 
Мама Пача (Мајка природа или Мајка Земља; ака Пачамама) се у андској космологији сматрала светим бићем. Она је мајка брда и људи, јер не брине само о материјалном већ и о духовном. Она штити природу, обезбеђује воду и храну, фаворизује плодност земље и штити људска бића у замену за помоћ и заштиту. Инке су према њој пропагирале највеће поштовање и стога је њен култ био важан, јер је од тога зависио успех царске жетве. Иако се сматра љубазним духом и сарадником у људским активностима, она такође може бити непријатељски расположена према онима који не поштују природу; њена огорченост је приказана кроз природне катастрофе и глад..
Мама Рајхуана је била богиња флоре и фауне, извор енергије и плодности, плодности, под чијом заштитом су биле огромне култивисане територије кромпира, кукуруза, оллуцоса, машуе и киное.
Мама Килла (Мајка месеца) је била богиња брака, фестивала и месеца и ћерка Виракуче и Маме Куче, као и супруга и сестра Инти. У једној легенди, она је била мајка Манку Кхапака, Пача Камака, Кона и Маме Укллу.
Мама Сара (мајка кукуруза; ака Сарамама, Зарамама) је била богиња жита. Повезивала се са кукурузом који је растао вишеструко или је био слично чудан. Ове чудне биљке понекад су биле обучене као лутке Маме Саре. Повезивала се и са врбама. 
Кука Манка (сазвежђа чаша коке) је била сазвежђе које се бринуло о магичном биљу.
Сара Манка (сазвежђе Кукурузна чаша) сазвежђе које се бринуло о биљној храни.
Мама Вајра (Мајка ветра) била је богиња ваздуха и ветрова, заштитница птица. Сматрана је богињом која прочишћава.
Манањамка је била злонамерно женско божанство, партнер бога Хуалала Каруинча. Као и ова друга, суочила се са богом Паријакаком, али ју је он победио и бацио у море.
Пача Камак (Душа Земље, Пачакамак) је био хтонски бог стваралац. Обично се сматра поновним издањем бога Вирацоча (иако би то били различити богови). Пачакамак је такође бог повезан са облацима, небом, ватром и земљотресима. Кажу да су древни Перуанци мислили да ће само један покрет његове главе изазвати огромне катаклизме, а ако се потпуно помери, свет ће доћи своме крају, пошто је Пачакамак био бог повезан са способношћу да предвиди будућност и контролише кретања земље. 
Париакака (камени соко) је био бог воде у митологији пре Инка, долази из етничке групе зване Иауиос и касније усвојен од стране Хуанца културе када су Хуанцас поражени од Иауиоса, када су Инке победиле обе етничке групе.
Париција је био бог који је послао потоп да убије људе који га нису адекватно поштовали. Можда друго име за Париакака.
Пигуерао (А.к.а. Пикиру) је био бог чувара ноћи и зла.
Пуњуј (Пунуи) је био божанство повезано са сновима и чином спавања. Пуњуј је поштован на другој хуаки четврте цеке (познатој као „Пајао“) у региону Чинчајсују у Царству Инка. На овом месту су вршена ритуална жртвовања како би се призвала заштита за оне који пате од несанице и како би се осигурало да људи не умру у сну.
Кхакра-камаиук (Онај који се брине о сетви) је био божанство чувар које се трудило да спречи лопове да уђу у куће.
Кхоа (А.к.а. Коа, Цоа, Ццоа, К'оа, Кхоа, Цахуа, Цауа, Кова, Кува) је било велико мачје божанство које живи на небу и било је у стању да донесе кишу, олује, дугу и град. Кхоа је била приказана као велика крилата летећа мачка (то може бити пума, јагуар или осколо). Као божанство за које се сматрало да доноси кишу и олује које помажу расту усева и ђубрењу земље (слично богу Илапи), Инке су га жарко обожавале. Кхоа је био доброћудно божанство од кога су тражили кишу и она им је била одобрена. Али као и сва света бића, Кхоа је такође покренуо своје казне кроз град или олује. Верује се да је ово божанство скакало из облака у облак, испуштајући муње које су му излазиле из његових очију на земљу, његова гласна рика је била грмљавина, његов урин је био киша, а махање његових великих крила би био град. У неким андским заједницама још увек кажу да Кхоа игра у висинама, улазећи и излазећи из лагуна.
Коиллур (Звезда; а.к.а. Цоиллур, Куиллур) је била богиња звезда, као и Коиллур је имао важну позицију као божанство светлости. Била је сапутница Маме Киле, увек су били заједно, јер без Коиллуровог друштва ноћи не би имале исти сјај, звезде су биле савршена допуна.
Римац и Чакла су били два брата бога који су се жртвовали да би окончали сушу која је харала обалом у давна времена. Римац је постао река, а Цхацлла је постала киша.
Рунакото је било божанство повезано са мушком мужевношћу. Због тога су људи са кратким мужевним чланом ишли да га замоле за помоћ да расту њихов мужевни члан.
Соримана (ака Солимана) је био бог вулкана и земљотреса пре Инка. Солимана такође дели име вулкана који се налази у Арекипи у Перуу.
Супаи је био и бог смрти и владар Уку Пача, као и расе демона. Супаи је такође био персонификација сваког зла. Међутим, сматран је амбивалентним богом који се може сматрати и злим и добрим. Супаи је била представљена као људска фигура са јаком сличношћу са демонима, са дугим роговима и ушима, мачјом главом, врло проницљивим очима и оштрим зубима. Супаи такође има способност да се претвори у прелепу жену Инка као и у веома привлачног мушкарца Инка, те га способности претварају у опасност за оне који нису показали поштовање или који су покушали да га исмеју. 
Темендуаре и Арикуте  су богови који су својим сукобима изазвали потоп. Ово као резултат дочаравања зверског бића са стотину ногу воде. Сматра се да су Темендуаре и Арикуте друга имена за богове Вичаму и Малко.
Тумаирикапак и Тумаиханампа су били богови близанци пре Инка из региона званог Цхинцхаицоцха. Ова двојица су повезана са муњом и сматрају се и цивилизацијским херојима. Исто тако, оба брата су била регионалне варијанте бога Јане Рамана, а самим тим и бога Илапе.
Тунупа је био бог вулкана, као и муња и воде.Тунупа је увео ред у свету и често се меша са Виракочом.
Тулуманиа (Туруманиаи) је била прва дуга (дуга древних), из чијих груди се Амару рађа по Виракочином наређењу.
Уркагвар је био божанство метала, драгуља и других подземних предмета велике вредности. Пол овог божанства је двосмислен, па може бити женско или мушко божанство. Уркагвар живи испод планина штитећи благо и драгуље од амбициозних људи који се усуде да их украду. Уркагвар је био представљен са телом змије и главом таруке, златним ланцима и драгим камењем су били повезани у реп змије. 
Уркучилеј је био бог стоке и домаћих животиња. Уркучилаја су обожавали углавном сточари Инка јер је чувао животиње и одржавао добробит стада и умножавао њихово потомство. Уркуцхиллаи је био представљен као снажан човек са главом ламе, као и као разнобојна лама или ован.
Урпихуачај (Она која рађа голубове; Урпајуачак, Урпајуачај) је била богиња творац птица и риба, која потиче из културе Чинча, а касније ју је пантеон Инка усвојио као жену Пачакамака у неким легендама. Приказана је као жена са мешаним особинама рибе и птица. У једној легенди, каже се након што су Кавилас и њен син скочили у море и претворили се у два острва испред светилишта бога Пачакамака, Конираиа је одлучила да се освети Пачакамаку и потражила Урпихуачеј и њене ћерке у покушају да их силује, богиња није била ту, била је у посети Кавиласу већ претвореном у острво, Конираиа је искористила предност и пронашла ћерке богиње, на срећу, могле су да побегну од љутитог бога претварајући се у птице и одлетевши далеко. Конираиа је и даље љута, бацила је све Урпихуачајеве ствари у море, међу њима и рибе које је само Урпихуачај знао да узгаја, бачене су у језерце близу храма, једном у море, рибе су се од тада умножиле и Урпихуачај се сматрао мајком све птице и рибе.
Вичама  је био син бога Сунца у Вичамином миту. Тиме је Вичама постао брат Малка и полубрат Пачакамака и Кона. Створио га је бог сунца од остатака пупчане врпце и пупка његовог брата Малкоа, које је Пачакамаков гнев растргао. У поменутом миту, Вичама је била божанство повезано са осветом, смрћу и, у мањој мери, са ратом.
Виракоча је био бог свега. Кажу да је дошао из мора и створио сунце, месец и звезде да осветли свет који је био уроњен у таму. Вирацоча је такође створио време (наређујући Сунцу да се креће по небу). Након стварања створио је човечанство дувањем у камење, али му се то што је створио није допало јер су се из овог првог покушаја стварања човечанства испоставили као јаки и насилни дивови без интелигенције приказани као високи и мршави људи, упркос овој чињеници, имали су бруталну снагу и били су такви насилан као зло, тада је Вирацоча створио сунце, зрачећи светлошћу која их је окончала, дивови нису препознали Виракочу као свог творца и побунили су се против њега, затим је Вирацоча послао разорни потоп који их је уништио, а од преосталог камења, створио је боље човечанство. 
Царство Инка, је тачка конвергенције 41 пута који воде из Куска у остатак царства са системом званим цекуе, који је служио политичкој, верској и административној улози у Царству Инка. Кориканча је била место важних верских церемонија, као на пример током Инти Рајми у којој би након процесије кроз Куско, Сапа Инка улазила у Корикану. У храму конкавна огледала би фокусирала сунчеве зраке да запале ватру за жртву лама, ау одређеним околностима и децу да удовоље и одају почаст боговима. Кориканка је такође функционисала као опсерваторија за Инке, јер је била усклађена са сунцем у важним данима у години, као што су солстициј и равнодневица, спајајући небо и земљу, што је важна тема у веровањима и религији Инка. Употреба Кориканке као опсерваторије такође је била корисна за разумевање када су у години били Инке и која ће храна бити доступна током целе године.

## Симболи
Чакана (или Андски крст) је симбол пре Инка који су користиле многе андске културе и који су касније усвојиле Инке. Постоји много различитих тумачења Нев Аге-а у вези са овим симболом која нису подржана у научној литератури.
Инти - бог сунца Инка који је постао главно божанство Царства Инка. Симбол Интија је приказан на застави Аргентине, грбу Еквадора, застави Уругваја и историјској застави Перуа. Сунце има јасан значај за цивилизацију Инка, што се чак може видети у архитектури царства. Ушнуси су биле зграде у којима су се водећи војници обавезали да ће бити лојални вођству Инка, а ове зграде имају дубоку везу са сунцем.

## Развој
Митологија је служила многим сврхама унутар Царства Инка. Митологија би се често могла користити за објашњење природних феномена или да би многим становницима империје дала начин на који размишљају о свету. На пример, постоји добро познат мит о пореклу који описује како је Царство Инка почело у свом центру у Куску. У овом миту о пореклу, четири мушкарца и жене изашли су из пећине близу Куска и почели да се насељавају у долини Куска, на велику жалост народа Хуала који је већ насељавао ову земљу. 
Стварајући овај мит, Инке су ојачале своју власт над царством. Прво, повезујући Хуалла са биљкама из џунгле, мит о пореклу Инка би вероватно навео слушаоца да помисли да су Хуалла примитивни у поређењу са супериорнијим Инкама. Дакле, пораз Инка од Хуале и њихов наводни развој пољопривреде засноване на кукурузу, подржавали су идеју да су Инке били законити господари земље, јер су могли да учине земљу продуктивном и питомом. Ови митови су били појачани у многим фестивалима и обредима који су се славили широм Царства Инка. На пример, постојали су фестивали кукуруза који су се обележавали сваке године током жетве. Током ових празника, елита Инка се славила поред кукуруза и главног божанства Инка, Инти. Као такав, мит о првобитној Инкиној садњи кукуруза искоришћен је да повеже владајућу елиту Инка са боговима, као и да их прикаже као доносиоце жетве. На овај начин, митови о пореклу Инка коришћени су да оправдају елитни положај Инка унутар њиховог огромног, мултиетничког царства. У оквиру Царства Инка, Инке су имале посебан статус „Инка по крви“, што им је дало значајне привилегије у односу на народе који нису Инка. Способност Инка да подрже своју елитну позицију није била мала подвиг, с обзиром да је мање од педесет хиљада Инка било у стању да влада над милионима не-Инка народа. Митологија је била важан начин на који су Инке могли да оправдају како легитимитет државе Инка, тако и свој привилеговани положај у држави.
Стратешки развој митологије Инка није завршен након што су Шпанци колонизовали царство Инка. У ствари, митологија Инка је коришћена да се одупре и оспори ауторитет шпанских колонијалних власти. Многи митови Инка су коришћени да би се критиковала безобзирна похлепа европског империјализма.